# Turka (higo)
Turka es un cultivar de higuera de tipo higo común Ficus carica bífera (con dos cosechas por temporada, brevas de primavera-verano, e higos de otoño), de higos de epidermis con color de fondo verde ámbar y sobre color marrón claro distribuido alrededor del ostiolo, y 1/3 parte de las costillas. Se cultiva principalmente en el sureste español (región de Murcia y provincia de Alicante),

## Historia
Parece ser que el origen de la higuera es el Mediterráneo y sus frutos han sido muy apreciados por las diferentes culturas que se han asentado en las orillas de este mar a lo largo de los años. Pero otras fuentes indican que el higo procede de los países del Oriente Próximo, abarcando desde la zona mediterránea hasta el oeste de Asia. Sin embargo antiguas civilizaciones del Mediterráneo oriental usaron el higo mucho antes de que llegara a Europa.
Probablemente su cultivo se inició en Arabia meridional desde donde se extendió al resto de países. Posiblemente los fenicios fueron quienes difundieron el cultivo de la higuera en Chipre, Sicilia, Malta, Córcega, islas Baleares, península ibérica, Francia. Los griegos llevaron el fruto a Palestina y Asia Menor.
La variedad 'Turka' se cultiva en la provincia de Alicante. Esta variedad ha sido seleccionada por la « Estación Experimental Agraria de Elche » (EEAE), dependiente del  « Instituto Valenciano de Investigaciones Agrarias » (IVIA), entre otras muchas de las variedades de higos brevales de la Comunidad Valenciana para su cultivo de forma comercial intensiva, debido a  sus buenas cualidades gustativas y productividad.

## Características
La higuera 'Turka' es una variedad del tipo higo común bífera(con dos cosechas por temporada, brevas de primavera-verano e higos de otoño).
Las brevas presentan una relación de calibres con respecto al % de los frutos:
| Calibre | +25   | 25    | 30    | 36    | 45   | 56    | -56 |
| ------- | ----- | ----- | ----- | ----- | ---- | ----- | --- |
| (%)     | 22,00 | 10,00 | 39,00 | 10,00 | 4,00 | 15,00 |     |

Las brevas 'Turka' son frutos de forma aperada, muy grandes, con un peso promedio de 100,00 gr, con una relación de Anchura x Longitud:55,40 x 94,40 mm, y una longitud de pedúnculo de 6,00 mm. Tienen una epidermis elástica, con firmeza media, aptitud de rayado buena, con color de fondo verde ámbar y sobre color marrón claro distribuido alrededor del ostiolo, y 1/3 parte de las costillas. Con un ºBrix (Media de 5 muestras) de 14,00 de sabor insípido poco dulce, con color de la pulpa rosa intenso, con cavidad interna pequeña, con numerosos aquenios medianos. De una calidad buena en su valoración organoléptica, son de un inicio de maduración a partir del 4 de junio. Son resistentes a la manipulación y al transporte.
Las higos presentan una relación de calibres con respecto al % de los frutos:
| Calibre | +25 | 25   | 30   | 36    | 45    | 56   | -56 |
| ------- | --- | ---- | ---- | ----- | ----- | ---- | --- |
| (%)     |     | 2,00 | 8,00 | 56,00 | 30,00 | 4,00 |     |

Los higos 'Turka' son frutos de forma aperada, de tamaño grandes, con un peso promedio de 33,50 gr, con una relación de Anchura x Longitud:41,90 x 55,80 mm, y una longitud de pedúnculo de 11,30 mm. Tienen una epidermis elástica, con firmeza media, aptitud de rayado buena, con color de fondo verde ámbar y sobre color marrón claro distribuido alrededor del ostiolo, y 1/3 parte de las costillas. Con un ºBrix (Media de 5 muestras) de 18,45 de sabor dulce, con color de la pulpa rosa miel, con cavidad interna pequeña, con numerosos aquenios medianos. De una calidad buena en su valoración organoléptica, son de un inicio de maduración a partir del 10 de julio. Son resistentes a la manipulación y al transporte.

## Cultivo, usos y aplicaciones
Esta variedad está perfectamente adaptada al cultivo de secano y presenta frutos de calidad. Apta para breva e higo para consumo en fresco.
Está siendo cultivado en los municipios del valle de Albaida en la provincia de Valencia y en Vega Baja del Segura de la provincia de Alicante.
El cultivo de las higueras en general, en la Comunidad Valenciana representa 5% de la superficie total cultivada en España. De esta superficie la dedicada en la provincia de Alicante representa el 85%, en la provincia de Valencia el 14%, y en la provincia de Castellón el 1% del total de la superficie cultivada en la Comunidad Valenciana.